# Niels Bøgh-Andersen
Niels Bøgh Andersen (21. juli 1908 i Møgeltønder Sogn—6. august 1991 i Jaruplund ved Flensborg) var en dansk lærer, politiker og forfatter fra Sydslesvig, der var forstander for Jaruplund Højskole.
Bøgh Andersen var godt nok født i det, der ved grænsedragningen i 1920 blev til Nordslesvig (Tønder Amt og senere Sønderjyllands Amt); men han var endnu kun ganske lille, da hans forældre flyttede nogle hundrede meter sydpå til Aventoft lige syd for den nuværende grænse ude vestpå, så han regnes som sydslesviger, og det var det, der kom til at præge hans liv. Hans far, Theodorus Andersen, var fisker i Aventoft, og moderen Ane Line var født Bøgh. 
Da Niels Bøgh Andersen blev gammel, bad han sin gamle elev, den senere højskoleforstander Dieter Paul Küssner køre sig til præsten i Aventoft for at træffe aftale om et gravsted, for med hans daværende bopæl hørte han jo egentlig til kirken i Oversø, men mødet sluttede med, at der blev fundet en plads på kirkegården i Aventoft, hvor Bøgh nu ligger sammen med sin kone Ingrid (28. august 1909—15. september 1997), som var datter af redaktør Christian Mikkelsen i Hjørring. Hun var lærerinde ved Dansk Skoleforening for Sydslesvig.

## Lærer i Danmark og Sydslesvig
Niels Bøgh Andersen læste til lærer på Tønder Seminarium, inden han blev lærervikar i København 1929-31. I 1933-34 var han elev på Askov Højskole. Dernæst kom han til Sydslesvig som skoleleder på den lille danske skole i Harreslevmark 1931-35. I 1936 blev han gift med Ingrid Margrethe Ræbild Mikkelsen (28. august 1909—15. september 1997), datter af redaktør for Vendsyssel Tidende Christian Mikkelsen og hustru, Ellen Margrethe Ræbild. Han brugte også en del tid på studierejser i flere europæiske lande. 

## Tysk soldat og krigsfange
1940-45 var han indkaldt til tysk krigstjeneste, først i Frankrig, senere på østfronten og efter D-dag igen tilbage i Frankrig. Blev taget til fange af amerikanerne 15.august 1944 og senere overflyttet til England, hvor han efter kontakt med Christmas-Møller blev frigivet.

## Skoleleder og højskolemand
Efter krigen fortsatte Bøgh Andersen som lærer for det danske mindretal. I 1946 blev han leder af den kommunale folkeskole Flensborg-Nord, og i 1949 leder af den private danske skole Frederikshøj i Flensborg. 
Bøgh Andersens vigtigste arbejdsindsats var som forstander for Jaruplund Højskole på syd for Flensborg i atten år fra 1954-1972. Efter sin pensionering boede han på Jaruplundgård, der er nabo til dansk kirke og skole i Jaruplund. Hans bolig er nu tjenestebolig for lærere ved Jaruplund Højskole. 

## Tillidshverv
Bøgh Andersen var medlem af centralledelsen for det danske mindretal i sydslesvig før Anden Verdenskrig og formand for Sydslesvigsk Forening 1949-57, næstformand 1957-75, borgmester i Harreslev 1946-48; medlem af kredsdagen for Flensborg Landkreds 1946-74; formand for tilsynsrådet for Den danske Presse i Sydslesvig 1966-75; komitéformand for I.C. Møller-fonden  1976-82; medlem af bestyrelsen for I.C. Møller-fonden 1976-91 og for Sprogforeningen 1972-82; formand for Sprogforeningens Sydslesvig-afdeling 1980-83.

## Mindeskrift om Niels Bøgh Andersen
- Mindeskrift: Tid til at minde Bøgh. 1991. 66 sider. Udgivet på Mikkelberg ved Husum i Sydslesvig med bidrag af Henry Buhl (1924-2016), Holger Hattesen, Dieter Küssner, Jørgen Kristensen og Niels Bøgh Andersen.